# Back Chat
Back Chat – piosenka brytyjskiego zespołu Queen wydana w 1982 roku na singlu, który promował album Hot Space (1982). Utwór napisał John Deacon. Kompozycja jest w stylu funk oraz soul. Singel z piosenką dotarł do 40. pozycji głównej brytyjskiej listy przebojów UK Singles Chart.
Po dyskusji przeprowadzonej między członkami zespołu Queen w utworze umieszczono partię gitarowego solo, mimo że w innych piosenkach z tej płyty elementów rockowych jest bardzo mało.
Tytuł utworu (amerykańska odmiana jęz. angielskiego: backtalk) oznacza kłótnię dwóch osób (pyskówkę).
Podczas koncertów grupy Queen utwór „Back Chat” wykonywany był w wersji ostrzejszej i szybszej – np. tej wydanej na albumie Queen on Fire – Live at the Bowl (2004).

## Wydania
Singiel wydano na płytach winylowych 7″ (krótsze wersje utworów) i 12″ (dłuższe wersje). Na stronie B singla znalazła się piosenka „Staying Power” (w Japonii „Las Palabras de Amor”).

## Listy przebojów
| Kraj | Lista            | Pozycja | Źr.   |
| ---- | ---------------- | ------- | ----- |
| IE   | Top 100 Singles  | 19      | [ 2 ] |
| DE   | Single Top 100   | 69      | [ 3 ] |
| GB   | UK Singles Chart | 40      | [ 1 ] |